# Exetastes fasciatus
Exetastes fasciatus là một loài tò vò trong họ Ichneumonidae.